# Monontos sauteri
Monontos sauteri är en stekelart som först beskrevs av Tohru Uchida 1956.  Monontos sauteri ingår i släktet Monontos och familjen brokparasitsteklar. Inga underarter finns listade i Catalogue of Life.